# La'mule (banda)
La'Mule fue un Grupo musical, del estilo Visual kei, y una Mezcla de J-Rock y Metal, entre los periodos de 1996 al año 2003.

## Formación
- Kon: (Vocalista)
- Sin: (Guitarra 1)
- Nao: (Guitarra 2)
- Itsuke: (Bajo)
- You-Ya: (Batería)

## Discografía

### Álbumes
- Toki No Souretsu - 1997
- Inspire - 1998
- Curse - 1999
- Kekkai Glass Shinkei to jiga Kioukai - 1999
- Clímax - 2001
- Gimmick - 2002
- Knife -2nd Press - 2002
- BERLIN - 2002

- Datos: Q11229724